# Cristina Stahl
Cristina Stahl (n. 9 aprilie 1978, București) este o scrimeră română specializată pe floretă, dublă vicecampioană mondială pe echipe în 2004 și 2005 și campioană europeană în 2004.

## Carieră
Stahl a început scrima la CS Satu Mare, unde a fost antrenată de mama ei, Ecaterina Stahl-Iencic, fostă campioană mondială la floretă. 
Cu echipa României a câștigat patru medalii la Campionatul Mondial de Scrimă: bronz în 2002 și 2003, și argint în 2004 și 2006. A cucerit și titlul european în 2004 la Copenhaga, tot pe echipe. A participat la Jocurile Olimpice de vară din 2008 de la Beijing, dar fost eliminată în tabloul de 32, cu scorul 15-6, de germanca Katja Wächter. La Campionatul Mondial din 2009 de la Antalya, România nu a putut să urca pe podium, fiind învinsă de Italia în semifinală, apoi de Germania în finala mică. După eșecul acesta a decis sa se retragă din circuitul competițional.